# Cova de Ses Llagostes
Sa cova de ses llagostes és una cova de Sant Antoni de Portmany (Eivissa) utilitzada actualment com aquàrium. La cova deu aquest sobrenom a la utilitat de viver que tradicionalment es va donar a la gruta., entre el caló des Moro i cala Gració.
Va ser emprada com a viver de peixos i, sobretot llagostes, amb cinc entrades d'aigua en totes les direccions possibles que avui dia encara es conserven, garantint així la correcta circulació i oxigenació de l'aigua.
Les llagostes eren exportades la majoria a Barcelona i a altres ciutats. La cova també era emprada com a criador.
En 1989, la cova va ser oberta com aquàrium i ara és una atracció turística. S'especialitza a fer guies instructives sobre les espècies autòctones de la zona mediterrània.
Una anècdota del aquàrium és que antigament allí habitava el “vell marí” i va desaparèixer a causa dels problemes que ocasionava als pescadors locals.
Hi ha diferents tipus d'animals com: tortugues, peixos aranya, orenetes, llagostes, etc.
Des de l'any 1995 l'ajuntament patrocina la prova de natació Travessia cova de ses Llagostes, organitzada pel Club de Triatló Trijasa.